# Antoni Pere Miralles
Antoni Pere Miralles (S.XIX- XX) fou un compositor de Mataró. Es conserva un obra seva en el fons musical Lluis Viada dins el Museu-Arxiu de Santa Maria de Mataró.